# Magdaléna Plášková
Magdaléna Plášková (* 23. července 1997) je bývalá česká florbalistka, reprezentantka, bronzová medailistka z Mistrovství světa 2023 a mistryně Česka ze sezóny 2014/2015. V nejvyšších soutěžích Česka a Švýcarska hrála v letech 2014 až 2024.

## Klubová kariéra
Plášková s florbalem začínala v klubu FBC Kladno. V roce 2011 přestoupila do oddílu TJ JM Chodov. Za ten v sezóně 2014/2015 poprvé nastoupila v Extralize žen, a hned s ním vybojovala jeho jediný dosavadní mistrovský titul. Mimo to získala do roku 2020 s Chodovem v letech 2016, 2018 a 2019 tři stříbrné medaile, vždy po prohře s týmem 1. SC Vítkovice.
Po nedohrané sezóně 2019/2020 přestoupila do švýcarské nejvyšší soutěže do klubu Red Ants Rychenberg Winterthur. S Winterthurem se probojovala do semifinále.
Ze studijních důvodů se po roce vrátila do Česka. Začala znovu hrát za Chodov, se kterým získala v sezóně 2021/2022 svoje čtvrté stříbro. Byla také u zisku všech třech zlatých medailí Chodova v Poháru Českého florbalu. Po další stříbrné sezóně 2023/2024 ukončila kariéru.

## Reprezentační kariéra
Plášková reprezentovala Česko na juniorském mistrovství světa v roce 2016, kde skončily na čtvrtém místě.
S ženskou reprezentací se zúčastnila čtyř mistrovství světa mezi lety 2017 a 2023. Na Euro Floorball Tour (EFT) v září 2023 s českým týmem poprvé v historii porazily Švédsko. Na mistrovství ve stejném roce získaly po 12 letech historicky druhý český bronz.
| Umístění         | Soutěž                                           |
| ---------------- | ------------------------------------------------ |
| 4.               | Mistrovství světa ve florbale žen do 19 let 2016 |
| 4.               | Mistrovství světa ve florbale žen 2017           |
| 4.               | Mistrovství světa ve florbale žen 2019           |
| 4.               | Mistrovství světa ve florbale žen 2021           |
| Bronzová medaile | Mistrovství světa ve florbale žen 2023           |